# Kurdere
Kurderne (kurdisk: کورد) eller det kurdiske folk (kurdisk: گەلی کورد) er en etnisk gruppe i Mellemøsten, der hovedsagelig er bosat i et sammenhængende område, der spænder over tilstødende dele af det sydøstlige Tyrkiet (det nordlige Kurdistan), det nordvestlige Iran (det østlige Kurdistan), det nordlige Irak (det sydlige Kurdistan) og det nordlige Syrien (vestlige Kurdistan). Kurderne er kulturelt, historisk og sprogligt klassificeret som tilhørende de iranske folkeslag.
Det anslås at der er mellem 30 og 45 millioner globalt, med de fleste i de regioner, kurderne betragter som Stor-Kurdistan. Der er dog betydelige kurdiske diaspora-samfund i byerne i det vestlige Tyrkiet, især Istanbul. En nylig kurdisk diaspora har også udviklet sig i vestlige lande, primært i Tyskland. Kurderne er størstedelen af befolkningen i den selvstyrende region i irakisk kurdistan og er en betydelig minoritetsgruppe i nabolandene i Tyrkiet, Iran og Syrien, hvor kurdiske nationalistiske bevægelser til stadighed stiller krav om større selvstyre og kulturelle rettigheder.
Det kurdiske sprog er et indoeuropæisk sprog, der er tæt beslægtet med bl.a. persisk.
I 1100-tallet blev det kurdiske dynasti, Ajjubide-slægten, herre over store dele af Mellemøsten, heriblandt Libyen, Egypten, Syrien, Palæstina, Jordan, sydlige Tyrkiet, nordlige Irak, Yemen, og de hellige byer Medina og Mekka. Dette dynastis mest prominente personlighed er Salah ad-Din (Saladin). Ajjubiderne tilbageerobrede Jerusalem og var næsten ved at smide de sidste korsfarere ud af Det Hellige Land.
At kurderne er et sammensat folkeslag, fremgår nok tydeligst af kurdisk, deres sprog – her ment i flertal, da de irakiske kurdere taler en ud af tre dialekter (overvejende Sorani), der bruger arabisk skrift. Blandt de iranske kurdere taler de fleste Sorani eller persisk, mens de fleste tyrkiske og syriske kurdere taler Kurmanji, som bruger det romerske alfabet.
De fleste kurdere i Irak, Iran, Syrien og Tyrkiet lærer også arabisk, tyrkisk eller persisk, altså det officielle sprog i deres land. Det er nødvendigt, da undervisning foregår på landenes officielle sprog.
Kurderne har aldrig haft nogen nationalstat, men forskellige grupper i området har i mange år kæmpet for at oprette et selvstændigt Kurdistan. Mange kurdere bor også i storbyer udenfor Kurdistan som i Istanbul, Ankara, Bagdad, Damaskus og Jerevan.
Flertallet af kurderne, omtrent 85 %, er sunnimuslimer. Mange er også alevitter, shia-muslimer eller tilhængere af ikke-muslimske religioner som yazidisme. Flertallet af befolkningen i byerne Kermanshah og Ilam i Iran er tilhængere af shia-islam. Det bor også mange shia-kurdere i Bijar og Qorveh i Iransk Kurdistan. Mahabad og Piranshahr danner regionen Mukriyan.

## Kurdisk befolkning
Det er vanskeligt at fastslå antallet af kurdere nøjagtigt, da kilderne er varierende og usikre. Antallet af kurdere, som lever i det sydvestlige Asien, er beregnet til omkring 25-30 millioner ifølge Store Norske Leksikon, med yderligere én million som lever uden for de traditionelle kurdiske områder. Kurdere er den fjerdestørste etniske gruppe i Mellemøsten efter arabere, persere og tyrkere.
I henhold til Store Norske Leksikon udgør kurderne 12-15 % af befolkningen i Tyrkiet, mens The World Factbook opgiver, at kurdere udgør 18 % af befolkningen i Tyrkiet, 15-20 % i Irak, måske  8% i Syrien, 7 % i Iran og 1,3 % i Armenien. I alle disse lande, fraset Iran, udgør kurdere den næststørste etniske gruppe. Anslået lever omkring 55 % af alle kurdere i verden i Tyrkiet, omkring 18 % i henholdsvis Irak og Iran, og noget over 5 % i Syrien. I henhold til David McDowall i bogen A modern history of the Kurds (2000) udgjorde kurdere i 1991 19 % af befolkningen i Tyrkiet, 23 % i Irak, 10 % i Iran og 8 % i Syrien. Det totale antal kurdere i 1991 var i denne beregning omkring 22,5 millioner, med 48 % af dem bosatte i Tyrkiet, 18 % i Irak, 24 % i Iran og 4 % i Syrien.

## Kurdisk sprog
De fleste kurdere taler kurdisk, et indoeuropæisk sprog. Sproget har flere dialekter, hvoraf kurmanji (nordkurdisk), sorani (centralkurdisk) og zazaki regnes som de tre vigtigste. Her er få ud af mange ligheder mellem kurdisk og andre Indo-europæiske sprog.
| Kurdisk                | Andre Indo-europæiske sprog                                     |
| ---------------------- | --------------------------------------------------------------- |
| Gri/griya              | Græde (dansk), Cry (engelsk)                                    |
| kartol                 | Kartoffel (dansk og i fleste europæiske sprog), kartul (estisk) |
| Riz                    | Ris (dansk), Rice (engelsk), oriz (bulgarsk), ryz (polsk)       |
| şélu - udtales "jalou" | jaloux (fransk)                                                 |
| livi/liviya            | bevæge sig, eller liv i kroppen (engelsk, dansk m.fl. )         |
| Pişto                  | Pistol på næsten alle europæiske sprog                          |
| Xuşke                  | Rutsje (dansk)                                                  |
| Énjiri                 | injured (engelsk)                                               |
| Neynok                 | Negle (dansk)                                                   |
| Mird                   | Myrdet (dansk)                                                  |
| Kéd                    | Ged (dansk)                                                     |
| Hék/Ék/Ég              | Æg (dansk), Egg (engelsk)                                       |
| pis/pisi               | pis (dansk)                                                     |
| Hesp                   | Hest (dansk)                                                    |
| Bri                    | bryn- (dansk)                                                   |
| sol                    | sål- (dansk)                                                    |
| Zanin                  | Znac (polsk)                                                    |
| Bra/birader            | Bror (dansk)                                                    |
| Méri                   | Myre (dansk)                                                    |
| Qaz                    | Gås (dansk)                                                     |
| Mër/man                | Mand (dansk)                                                    |
| Stërk/star             | Stjerne (dansk)                                                 |
| Révi                   | Ræv (dansk)                                                     |
| Meydan                 | Midten (dansk)                                                  |
| Erd                    | Earth (engelsk - jorden)                                        |
| Lév                    | Levre (fransk - læbe)                                           |
| Guh/govin              | Govinja (slaviske sprog - afføring)                             |
| Dot                    | Dedit (latin - gav)                                             |
| Tu                     | Du (dansk)                                                      |
| Xol                    | Hul (dansk)                                                     |
| New/nû                 | Ny (dansk), new (engelsk)                                       |
| Min                    | Min (dansk), mine (engelsk)                                     |
| Lewk/lis               | Lys (dansk)                                                     |
| Na                     | Ni (dansk)                                                      |
| Da/des                 | dix (fransk - ti/10), decem (latin)                             |
| Du                     | Deux (fransk), to (dansk)                                       |
| Penc                   | Penca (græsk - fem/5)                                           |
| Nu                     | Nu (dansk)                                                      |
| Sest                   | Seks (dansk)                                                    |
| Leng/neng              | Leg (engelsk - ben)                                             |
| Set                    | Sto (polsk), centrum (latin)                                    |
| Na/ne                  | Ne (makedonsk), nej (dansk), No (engelsk)                       |
| Parsél                 | Parcel (dansk)                                                  |
| Ar                     | Ære (dansk)                                                     |
| Nav                    | Navn (dansk)                                                    |
| Navik                  | Navle (dansk)                                                   |
| Dilop                  | dråbe (dansk)                                                   |

Der er to hoveddialekter og flere underdialekter. Hoveddialekterne er så forskellige, at det kan være vanskeligt for personer fra forskellige dele af Kurdistan at forstå hinanden. "Badinani" er en af de dialekter, som ofte bliver brugt i den nordvestlige del af irakisk Kurdistan.
Det kurdiske sprog bliver i varierende grad diskrimineret i Syrien, Iran og Tyrkiet. Situationen i Tyrkiet er kraftig forbedret i de senere år. Irak har godkendt kurdisk som et af landets officielle sprog ved siden af arabisk. Tyrkiet ophævede det lovfæstede forbud mod publicering på kurdisk i 1991 og har efter det gennemført en række reformer, særlig under Retfærdigheds- og Udviklingspartiet (AKP). Tyrkiet har blandt andet oprettet en national kanal, TRT-6, som sender på kurdisk hele døgnet, og det er blevet tilladt at undervise i (men ikke på) kurdisk. Fra og med skoleåret 2012 kan kurdisk vælges som valgfag i folkeskolen i Tyrkiet, men kun 21.000 elever havde benyttet sig af muligheden ved skolestart i 2012. Kurdisk har fået større plads ved tyrkiske universiteter. Blandt andet blev Fakultetet for Kurdiske Sprog oprettet i Universitetet i Batman i Tyrkiet, og siden 2011 har Universitetet i Mardin tilbudt mastergrad i kurdisk. Universitetet i Dicle er også begyndt at tilbyde kurdisk som valgfag for sine lægestudederende. Kurdiske publikationer tillades i en vis udstrækning i Iran, forudsat at de går igennem landets censur.

## Kurdistan
Kurdistan er et geografisk område i Mellemøsten, hvor kurderne udgør flertallet af befolkningen, men området har aldrig været en egen nationalstat. I middelalderen og under de osmanniske og persiske imperier fandtes der flere mere eller mindre selvstyrende kurdiske fyrstedømmer.

### 1. verdenskrig og mellemkrigstiden
Kurdernes traditionelle bosættelsesområde var omkring 1. verdenskrig de bjergrige egne mellem Mosul og Van-søen. De levede i stammer, der var beherskede af enkelte aristokratiske familier, og da de ikke selv udøvede håndværk, var de stærkt afhængige af handel i byerne. De fastboende (guran, tyrskisk: yerli) drev et enkelt agerbrug. Udover de fastboende bjergbønder var kurderne kvægnomader, og denne gruppe var den politisk dominerende.  Nomaderne boede i letflyttelige, sorte filttelte. Da russerne begyndte at bruge armenierne som redskab i deres grænsepolitik i det nordøstlige Lilleasien, begyndte sultanen som modtræk at udnytte kurderne. Sultan Abdul-Hamid II forsøgte at vinde kurdernes støtte ved at støtte stammehøvdinge med fine titler og høje ordener og ved at lade oprette et irregulært kavaleri, de såkaldte Hamidie-regimenter, hvori kurderne kunne gøre krigstjeneste. Der var et modsætningsforhold mellem armenierne på den ene side og den tyrkiske og kurdiske befolkning på den anden side, fordi mange tyrkere og kurdere følte, at armenierne var skyld i udenlandsk indblanding i osmanniske forhold. Da den osmanniske regering i 1915 indledte det armenske folkedrab, deltog mange kurdere fra Østtyrkiet i udførelsen af folkedrabet. Der var dog også tyrkere og kurdere, der hjalp armeniere med at skjule sig eller flygte.
Efter 1. verdenskrig forsøgte den nye ungtyrkiske regering at indføre reformer i de kurdiske egne, således blev dervisher sat ud af deres klostre, hvorefter de udbredte en propaganda om, at Guds straf ville ramme de ugudelige ledere af den nye republik. Ligeledes ophævedes tiende, hvilket forbitrede stammehøvdingene, der havde tjent store beløb på deres opkrævning. Disse høvdinge blev derfor kernen i et oprør mod den nye tyrkiske republik. Leder af oprøret var sheik Said, der hævdede, at han var udpeget af Gud til at genoprette den religiøse lov. Med sin grønne fane kaldte han sig "De troendes behersker for den hellige sag". Han var imod afskaffelse af flerkoneri, at de oversatte Koranen, at de brugte hat med skygge, og at de indførte europæiske love. Oprøret fik særlig støtte i egnene omkring Murad Su, en biflod til Eufrat, ved byen Kharput. Ligeledes ønskede oprørerne at oprette deres egen kurdiske stat, hvilket var stillet dem i udsigt i Sèvres-traktaten. I februar 1925 var de fleste af stammerne i oprør, og i begyndelsen af marts rettedes et angreb mod byen Diarbekr (Diyarbakır), hvis forsvar kun bestod af et enkelt regiment under ledelse af general Mursil Pasha, mens kurdernes styrke talte omkring 5.000 mand. Mursil efterlod en mindre styrke i byen og opstillede resten af sine tropper på nogle højdedrag nord for byen. Disse blev angrebet af sheik Said, mens en mindre gruppe kurdere, formentlig med hjælp fra nogle af byens indbyggere, trængte ind i den fra syd. Der blev således kæmpet både inden og uden for byens mure. Det lykkedes de regulære styrker at vinde kampene. Nederlaget svækkede oprøret, blandt andet fordi det undergravede sheik Saids påstand om at kæmpe for Guds sag, men havde ikke knust det. I Ankara ledede Mustafa Kemal kampene mod de kurdiske oprørere, blandt andet udsendtes fly for at observere deres positioner og for at bombe dem. Over for den tyrkiske taktik kunne kurderne ikke føre deres "lille krig" med spredte kampenheder, og resultatet blev, at omkring midten af juni var oprøret svækket og de fleste af oprørslederne tagne til fange. Den 28. juni 1925 blev sheik Said og et halvt hundrede andre stammehøvdinge hængt foran den store moske i Diarbekr.

### Efter 2. verdenskrig
I 1947 blev der med sovjetisk støtte oprettet en kurdisk republik med hovedstad i Mahabad (Iran). Republikken overlevede kun i et år, men fik stor kulturel og åndelig betydning.
Kurderne i Irak har siden 1991 haft et reelt selvstyreområde, hvor der i dag  bor ca. 6 millioner mennesker. Den kurdiske kontrol blev udvidet, og kurdere fik centrale positioner i irakiske ledelsesorganer efter parlamentsvalgene i 2004 og 2005. I 2005 blev Den Kurdiske Regionale Regering med eget parlament og sæde i Hewler anerkendt i den nye irakiske grundlov. Massoud Barzani var 2005-17 præsident for den føderale delstat Kurdistan. I 2019 blev han efterfulgt af sin nevø Nechervan Barzani.
Kurdere i Syrien har under borgerkrigen i landet etableret selvstyre i tre regioner under den fælles betegnelse Rojava (Syrisk Kurdistan).

## Kurdere i Danmark
I Danmark lever en del dansk-kurdere, som er indvandret eller efterkommere af indvandrere til Danmark. Det nøjagtige antal kendes ikke, da de indvandredes oprindelsesland er registreret som Tyrkiet, Irak, Iran, Syrien osv. uden særskilt angivelse af nationalitet, men det skønnes, at der er mellem 35.000 og 45.000 kurdere i Danmark. De første kurdere menes at være kommet til Danmark fra Konya i Tyrkiet. Ca. 60 % af alle dansk-kurderne menes at komme fra Tyrkiet, og flertallet af disse stammer ikke fra det tyrkiske Kurdistan, men fra Konya-området i det centrale Tyrkiet, dvs. centralanatoliske kurdere. Der er flere dansk-kurdiske foreninger og kulturinstitutioner. Det første dansk-kurdiske medie var netavisen Jiyan.dk, der har eksisteret siden 2010 og ifølge eget udsagn fortsat er den mest læste hjemmeside blandt kurdere i Danmark. Netmediet skriver artikler om både dansk-kurdere i Danmark og internationale forhold.
Konflikter mellem kurdere og flere af styrerne og andre befolkningsgrupper i de kurdisk-beboede områder i Tyrkiet og Mellemøsten har flere gange haft efterklange blandt den dansk-kurdiske befolkningsgruppe. Det gælder således sagen om den kurdiske TV-station Roj TV, der sendte fra Danmark. Under stridighederne i Irak og Syrien i 2014-17 deltog dansk-kurdere i kampe både i krigen imod Islamisk Stat (IS) og på IS' side.
Blandt kendte danskere med dansk-kurdisk baggrund er sangerne Node, Stepz og Tobias Rahim, forfatteren Sara Omar og politikerne Yildiz Akdogan, Lars Aslan Rasmussen og Özlem Cekic.